# 金峻铉
金峻鉉（韓語：김준현，1980年11月16日—），是韓國的喜劇演員。

## 個人簡介
本貫金宁，父亲是金尚根是前KBS教養節目PD。 
金峻鉉於2007年通過KBS公開招募Gagman正式出道。

### 學歷
- 光明高等學校
- 韓國外國語大學 哲學科學士

## 綜藝節目
| - KBS2 《搞笑演唱会》 2007年 〜 2014年 - <朝鲜王朝附录> 飾演 宮女 - <恶性病毒> - <Wow Wow Wow> 飾演 希望 - <感受> 旁白 - <苦涩生活> 飾演 金室長（2010年1月17日 - 2010年3月21日） - <学习之神> 飾演 音乐家 - <많이 컸네 황회장>（2008年4月13日至2008年12月28日） - <DJ邊> 飾演 广告配音员（2009年3月1日〜2010年5月2日） - <9点多新闻> 飾演 GagCon幼儿园學生 - <天使們的合唱> - <首先跳吧> - <诱饵> - <大浦洞藝術劇團> - <我是一个Gagman>（2011年8月7日 - 2011年8月7日） - <生活的发现> - <应急委员会> 飾演 軍人（2011年8月14日〜2012年6月17日） - <青春禮赞> - <四件事> 飾演 胖胖的男人（2012年1月15日〜2013年6月30日） - <桃子学堂> - <超级明星 KBS> - <真实脱口秀> 飾演 第一集嘉賓 - <소름> 飾演 山岳救援人员 - <舒适地>（2013年8月4日〜2014年5月25日） - <為了大人的童话> - <我尊重你> - <大世界> - <세상아 덤벼라> - <劉敏相結婚Project>（11 2015年1月） - <횃불 투게더>（2015年12月20日，同學會特輯） - <真摯錄>（2015年8月20日，同學會特輯） - <感受>（2017年5月14日，900集特輯） - <사랑이 라지>（2017年5月14日，900集特輯） - KBS1 《家族娱乐館》 - KBS2 《폭소클럽2》 - KBS2 《真实体验Project 人类的條件》 - KBS2 《Gag Star GCC Award》 - <為了谁的世界？> - KBS2 《柳喜烈的寫生簿》 - KBS2 《媽媽咪呀》 | - SBS 《我們的孩子變了》 - tvN 《过山车2》 - QTV 《어럽쇼》 - KBS2 《Quiz Show 三枪手》 - KBS2 《不朽的名曲：傳說在歌唱》 - KBS2 《逃離危機No.1》 - KBS2 《飯桌之神》 - KBS2 《我們小區藝體能》 - KBS2 《七个的韩国小姐》 - MBC 《Animals》 - Comedy TV 《好吃的傢夥們》 - tvN 《SNL Korea 6》 - TVN 《언제나 칸타레 시즌 2》 - OLIVE 《秘訣》 - SBS 《白種元的三大天王》 - SBS 《同床異夢，沒關係沒關係》 - JTBC 《我的年龄怎麼了》 - XTM 《男房''》 - tvN 《我房间的品格》 - SBS 《亲爱的百年客人》 - KBS2 《본분 금메달》 - KBS2 《1 VS 100》 - KBS2 《어느날 갑자기 외.개.인》 - MBC EVERY1 《아찔한 캠핑》 - KBS1 《我是农民》 - TVN 《人生酒館》 - KBS2 《TRICK&TRUE》 - SBS 《Fantastic Duo 2》 - MBC EVERY1 《歡迎，首次來韓國？》 - OLIVE 《有了管家》 - tvN 《20世纪少年探究生活》 - Sky Drama 《여행가.방》 - MBC 《神秘音樂秀：蒙面歌王》 - KBS1 《全国主席会议》 - tvN 《Quiz of Scene》（2019） - Channel A 《為什麼來我家》 |

## 影視作品

### 電視劇
- 《傳說的故鄉》
- 《職場之神》飾演 建築工人
- 《順藤而上的你》飾演 藝能局PD
- 《拜託了，媽媽》飾演 金社長
- 《沒禮貌的英愛小姐15》飾演 格鬥館館長
- 《時尚媽咪》飾演 國情院職員
- 《Big Forest》
- 《愛上變身情人》飾演 韓世界 (客串)
- 《德魯納酒店》飾演 名綜藝節目主持人 (客串)

### 電影
- 《給小桃的信》配音 이와
- 《巨人》
- 《胡桃夹子3D》配音 老鼠王
- 《家門的歸還》飾演 內視鏡院長
- 《哥哥》

## 其他作品

### 專輯
- 王非好 Project（单曲）Over Action
- 태원 Over Action

### 著作
- 幸福的作業 - 聖誕書

## 廣告代言
| - 2012 LG U+ - 2012 Our Home 咸興冷面 - 2012 Orion 고래밥 - 2012 绿色村庄 - 2012 消防防災廳 - 2012 大韓民國廣播通信委員會 数碼转换 - 2012 Woongjin Coway - 2012 LG H＆H Perioe 46cm - 2012 LG电子 DIOS （與金泰熙 ） - 2012 Kiturami - 2013 Our Home - 2013 Hoolala炸鸡 - 2013 奬忠洞王豬蹄 - 2013 Paldo（李炳憲广告模仿） - 2013 31冰淇淋 | - 2014 广东製药 - 2014 t-broad - 2014 ~ 有线电视 - 2016 원할머니보쌈 - 2016 ~ Pizza Haven - 2016 KB保险 - 2019 東星製藥 正露丸 |

## 宣傳大使
- 2012年 Tour de Korea 宣傳大使
- 2013年 滅絕4大社会惡 宣傳大使
- 2013年 第一代陆军 员宣傳委員

## 獲獎記錄
- 2010年 第11届韩国影片大戰 綜藝類別 上镜奖
- 2012年 第48届百想藝術大獎 電視部門 男綜藝獎
- 2012年 第39届韓國放送大獎 喜剧演员奖
- 2012年 第20届韩国文化演藝大賞 Gag大獎
- 2012年 KBS演藝大獎 喜剧類別 男子最優秀獎
- 2013年 KBS演藝大獎 喜剧類別 男子最優秀獎
- 2014年 第20届韩国演藝艺术奖 喜剧演员奖
- 2014年 第5届韩国流行文化艺术奖 文化体育部长 長官表彰
- 2015年 SBS演藝大獎 Show＆Talk類別 優秀獎
- 2016年 第10届有线电视放送大獎 美味之星奖
- 2016年 SBS演藝大獎 PD奖
- 2017年 SBS演藝大獎 Show＆Talk類別 優秀獎 《Fantastic Duo 2》